# Eldar Sjengelaia
Eldar Sjengelaia (Georgisch: ელდარ შენგელაია) (Tbilisi, 26 januari 1933 – aldaar, 4 augustus 2025) was een filmregisseur, scenarioschrijver en politicus uit Georgië. Hij werd bekend met verschillende films in het Sovjet-tijdperk, waaronder Blue Mountains, or Unbelievable Story uit 1983 over de absurdistische Sovjet-bureaucratie. Hij zat tevens vijf termijnen in het Georgische parlement, van 1990 tot 2008.

## Vroege jaren
Eldar Sjengelaia werd geboren in Tbilisi, de hoofdstad van het toenmalige Sovjet-Georgië, in de familie van filmregisseur Nikoloz Sjengelaia en actrice Nato Vatsjnadze. Zijn broer Giorgi Sjengelaia werd eveneens filmregisseur. 

## Filmcarrière
Hij studeerde in 1958 in Moskou af aan het Staatsinstituut voor Cinematografie van de Sovjet-Unie (VGIK) en werkte vervolgens als regisseur voor de studio Mosfilm. In 1960 werd hij regisseur bij de Georgische Filmstudio in Tbilisi. In 1964 kwam Tetri karavani ('The White caravan') uit, zijn eerste film die hij volledig in Georgië maakte en die over een periode van drie jaar was opgenomen. De film, een drama over de aantrekkingskracht van de moderne stad voor jonge mensen op het traditionele platteland, deed dat jaar mee in de competitie van het Filmfestival van Cannes.
In daaropvolgende jaren maakt Sjengelaia met name films met een humoristische en satirische inslag, waar hij ook om bekend zou worden. Hij werd in de Sovjet-Unie bekend om de mengeling van humor, verdriet, fantasie en realiteit, die zijn bekendste films zou kenmerken, Aratsveoelebrivi gamopena ('An Unusual Exhibition') uit 1968 en Sjerekilebi (The Eccentrics) uit 1973. Hij wordt mede door deze films omschreven als een meester van de Sovjet-Georgische filmkomedie.

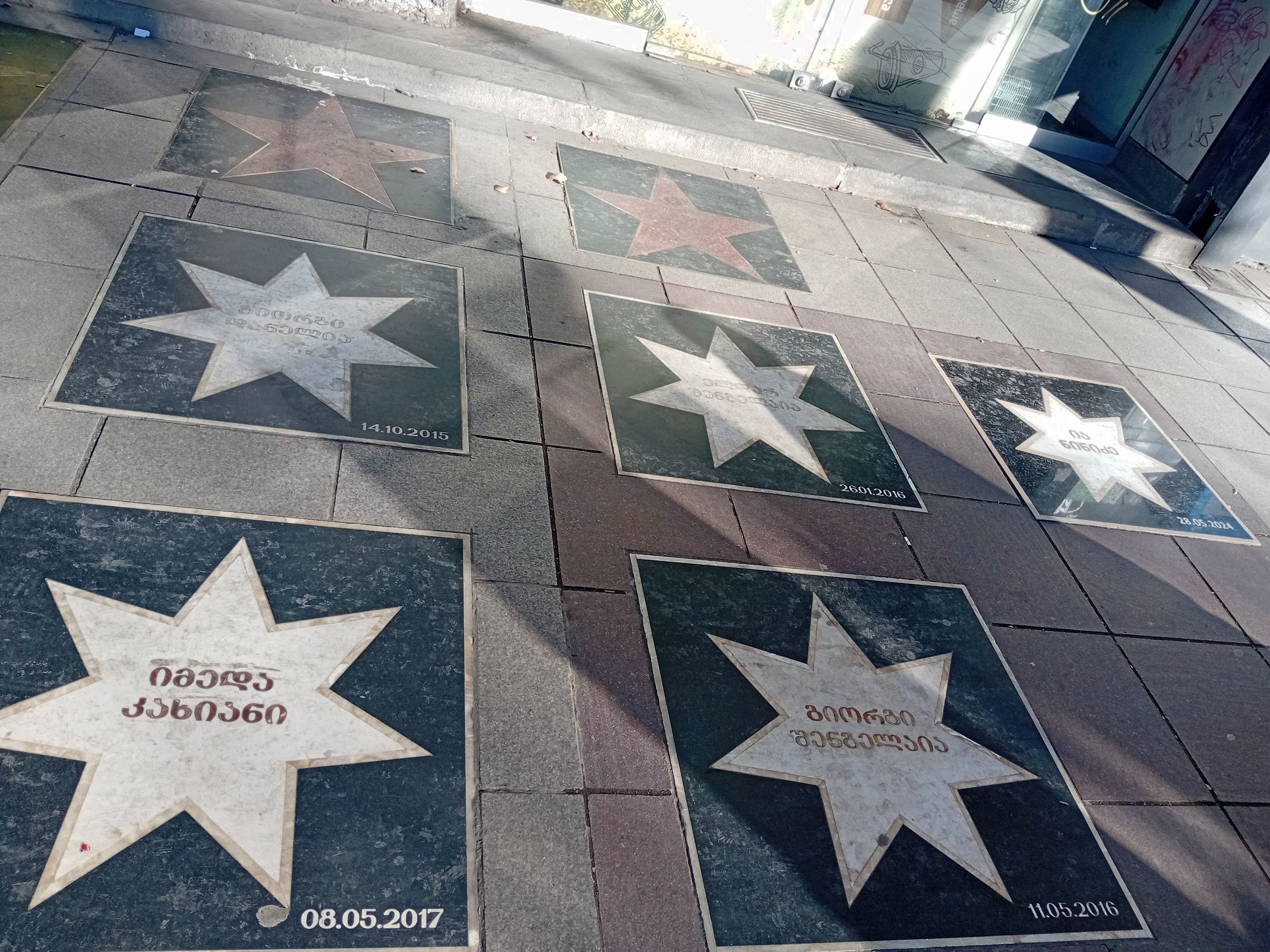
Sjengelaia kreeg een "Hall of Fame" ster in de stoep voor de bioscoop in de Roestavelilaan in Tbilisi.

In zijn latere film Blue Mountains, or Unbelievable Story uit 1983, gemaakt vlak voor glasnost en perestrojka, stak hij de draak met de absurdistische Sovjet-bureaucratie, kenmerkend voor het vastgelopen het regime van Leonid Brezjnev, dat bekend stond als de Grote Stagnatie. Hoogtepunt in de film is het instorten van het plafond van een uitgeverij, terwijl de protagonisten van de film onverschillig en onverstoorbaar blijven, wat als een metafoor gezien werd voor de inertia die het Sovjetsysteem had gebracht. De overlevering gaat dat Michail Gorbatsjov tegen Edoeard Sjevardnadze, toen nog leider van de Georgische Sovjetrepubliek, zei over de scene: "Edoeard, als we niets doen, stort het plafond ook op ons hoofd in."
Voor deze laatste film kreeg Sjengelaia de Staatsprijs van de Sovjet-Unie, waarmee zijn reputatie bevestigd werd als een van de grootste komische scenarioschrijvers van de Sovjet-films na de Tweede Wereldoorlog. Hierna maakte Sjengelaia nog sporadisch films, met een lange hiatus van twintig jaar vanaf midden jaren 90.

## Politieke carrière
In Sjengelaja was in eerste instantie lid van de Georgische Communistische Partij en was afgevaardigde in de Opperste Sovjet van de Georgische Sovjetrepubliek in de periode 1981-1990. Tevens was hij in 1989-1991 lid van het Congres van Volksafgevaardigden van de Sovjet-Unie. In die hoedanigheid was hij lid van de commissie-Sobtsjak die de Tragedie van 9 april 1989 in Tbilisi onderzocht, waarbij door het optreden van het Sovjet-leger tegen demonstranten ruim twintig mensen omkwamen. Hij maakte hierover een documentaire.

### Parlementslid in Georgië
In deze periode raakte Sjengelaia ook betrokken bij de Georgische onafhankelijkheidsbeweging, die vanaf 1989 aan momentum won. Hij was medeoprichter van het Volksfront van Georgië, een van de vele pro-onafhankelijkheidspartijen die opkwamen. In oktober 1990 werd hij verkozen tot lid van de Hoge Raad van Georgië, de voormalige Opperste Sovjet, tijdens de eerste meerpartijenverkiezingen in Georgië sinds 1919. Hij werd verkozen via een enkelvoudig kiesdistrict in Tbilisi. Sjengelaia was daarna mede-ondertekenaar van de Onafhankelijkheidsakte van Georgië op 9 april 1991.
Sjengelaia ging vervolgens in oppositie tegen de regering van Zviad Gamsachoerdia, die in januari 1992 door een militaire staatsgreep werd verjaagd. Sjengelaja werd vervolgens lid van de door Edoeard Sjevardnadze geleide Staatsraad van Georgië, dat het parlement na de staatsgreep tijdelijk verving. In oktober 1992 werd Sjengelaia herkozen in het parlement via de partijlijst van de electorale alliantie "Eenheid" en was lid van de liberale fractie.
Medio 1995 stapte Sjengelaia over naar het kamp van Sjevardnadze en zijn nieuwe partij Burgerunie. Hij werd in namens die partij in oktober 1995 voor de derde keer in het parlement verkozen en werd vicevoorzitter van het parlement, wat hij tot 2004 bleef. Sjengelaia was binnen de Burgerunie onderdeel van de reformistische vleugel, waar ook parlementsvoorzitter Zoerab Zjvania en Micheil Saakasjvili toe behoorden.
Sjengelaia ging mee met het kamp Zjvania, die in het najaar van 2001 ontslag nam als parlementsvoorzitter en in 2002 de partij Verenigde Democraten begon. Sjevardnadze-loyale leden van het parlement probeerden Sjengelaia vervolgens in mei 2002 tevergeefs af te zetten als vicevoorzitter. In de verkiezingen van 2003 stond Sjengelaia op de vierde plek van de lijst van de Verenigde Democraten en werd verkozen, ware het niet dat de uitslag van de partijlijststem werd geannuleerd na de Rozenrevolutie drie weken later. Sjengelaia werd niettemin herkozen in de herhalingsverkiezing vijf maanden later, via de gecombineerde lijst van de Verenigde Democraten en de Nationale Beweging.

## Late jaren

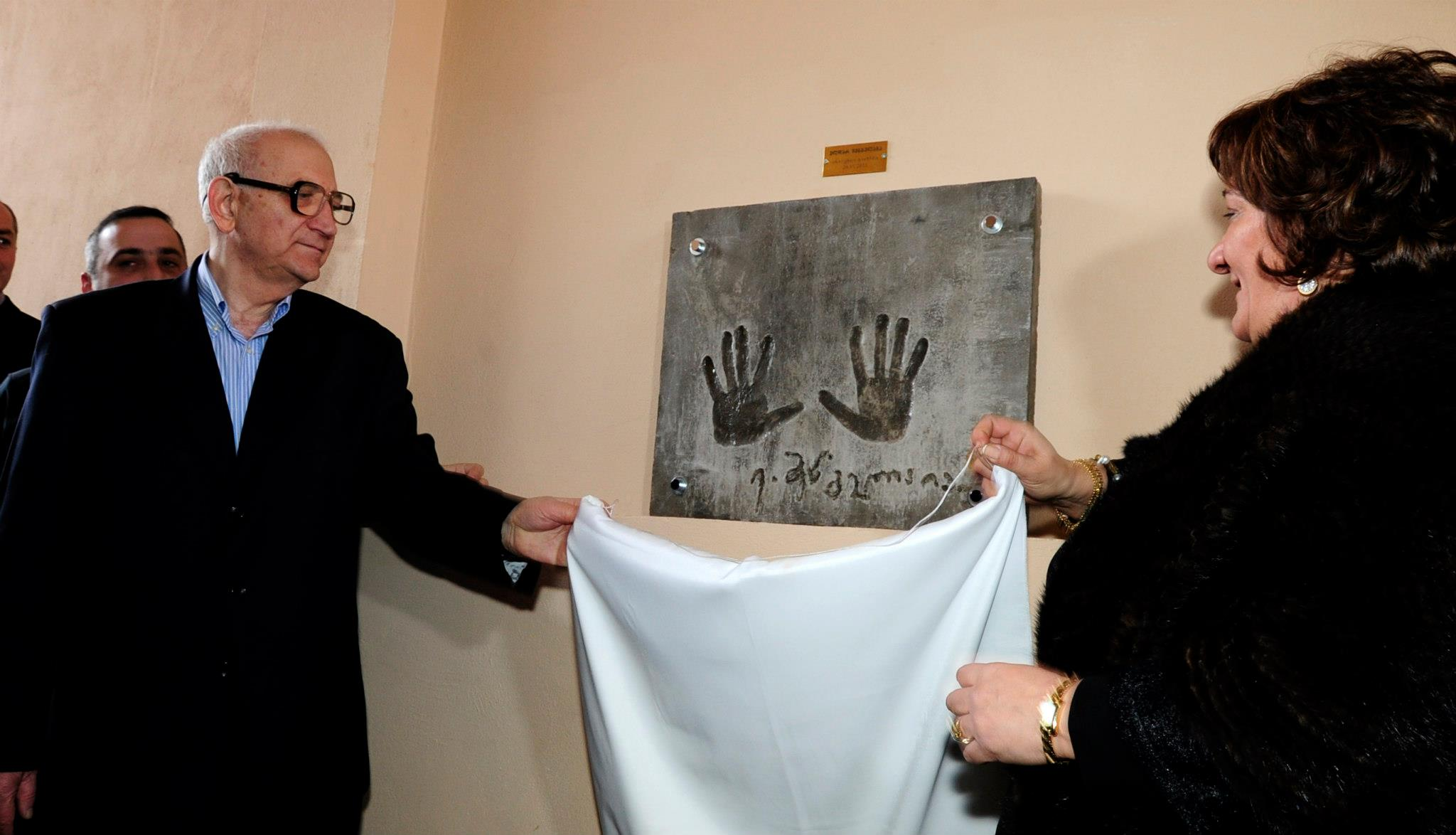
Sjengelaia (l) op latere leeftijd (2014).

Na deze termijn verliet hij in 2008 de politiek, en werd benoemd tot voorzitter van de Staatsraad voor Heraldiek, een functie die hij tot 2021 uitoefende. In 2006 overleed zijn jongste dochter op 23-jarige leeftijd aan een auto ongeval, wat diepe sporen bij Sjengelia achterliet. Hij maakte na jaren nog enkele films, waarvan The Chair de belangrijkste is. Op 4 augustus 2025 overleed Sjengelaia op 92-jarige leeftijd aan een hartstilstand. Hij werd bijgezet op de begraafplaats Didoebe Pantheon in Tbilisi, waar veel Georgische kunstenaars, schrijvers, wetenschappers en politiek activisten begraven liggen.